# Interlands Slowaaks voetbalelftal 1939-1944
Deze pagina toont een chronologisch en gedetailleerd overzicht van de interlands die het Slowaaks voetbalelftal speelde als onafhankelijke staat in de periode 1939 – 1944. In deze periode was het land onder de naam Slowaakse Republiek formeel een zelfstandige staat, in de praktijk een satelliet van nazi-Duitsland. Van de zestien wedstrijden won Slowakije er slechts drie in deze oorlogsjaren.

## Interlands

### 1939
|                                                                        |                                |       |           |                                                                                  |
| 27 augustus Vriendschappelijk № 1 «onderlinge duels» 16:15 uur (UTC+1) | Slowakije                      | 2 – 0 | Duitsland | Tehelné pole, Bratislava Toeschouwers: 17.000 Scheidsrechter: Mika Popović (YUG) |
| 27 augustus Vriendschappelijk № 1 «onderlinge duels» 16:15 uur (UTC+1) | Ján Arpáš 19' Jozef Luknár 78' |       |           | Tehelné pole, Bratislava Toeschouwers: 17.000 Scheidsrechter: Mika Popović (YUG) |

|                                                                       |                                                     |       |                  |                                                                               |
| 3 december Vriendschappelijk № 2 «onderlinge duels» 14:00 uur (UTC+1) | Duitsland                                           | 3 – 1 | Slowakije        | Großkampfbahn, Chemnitz Toeschouwers: 30.000 Scheidsrechter: Otto Remke (DEN) |
| 3 december Vriendschappelijk № 2 «onderlinge duels» 14:00 uur (UTC+1) | Hans Fiederer 65' Helmut Schön 66' Ernst Lehner 79' |       | 63' Jozef Luknár | Großkampfbahn, Chemnitz Toeschouwers: 30.000 Scheidsrechter: Otto Remke (DEN) |

### 1940
|                                                 |                   |       |                                                                            |                                                                             |
| 6 juni Vriendschappelijk № 3 «onderlinge duels» | Bulgarije         | 1 – 4 | Slowakije                                                                  | Joenakstadion, Sofia Toeschouwers: 5.360 Scheidsrechter: Mika Popović (YUG) |
| 6 juni Vriendschappelijk № 3 «onderlinge duels» | Yanko Stoyanov 4' |       | 35' František Bolček 47' Jozef Luknár 55' Ján Földeš 85' František Vysocký | Joenakstadion, Sofia Toeschouwers: 5.360 Scheidsrechter: Mika Popović (YUG) |

|                                                                         |           |                  |           |                                                                                    |
| 15 september Vriendschappelijk № 4 «onderlinge duels» 16:00 uur (UTC+2) | Slowakije | 0 – 1            | Duitsland | Tehelné pole, Bratislava Toeschouwers: 5.360 Scheidsrechter: Giuseppe Scarpi (ITA) |
| 15 september Vriendschappelijk № 4 «onderlinge duels» 16:00 uur (UTC+2) |           | 81' Ludwig Durek |           | Tehelné pole, Bratislava Toeschouwers: 5.360 Scheidsrechter: Giuseppe Scarpi (ITA) |

### 1941
|                                                                        |                       |       |                 |                                                                                   |
| 7 september Vriendschappelijk № 5 «onderlinge duels» 17:30 uur (UTC+2) | Slowakije             | 1 – 1 | Kroatië         | Tehelné pole, Bratislava Toeschouwers: 15.000 Scheidsrechter: Alois Beranek (GER) |
| 7 september Vriendschappelijk № 5 «onderlinge duels» 17:30 uur (UTC+2) | František Vysocký 89' |       | 82' Slavko Beda | Tehelné pole, Bratislava Toeschouwers: 15.000 Scheidsrechter: Alois Beranek (GER) |

|                                                                         |                                                                                           |       |                                        |                                                                                     |
| 28 september Vriendschappelijk № 6 «onderlinge duels» 16:00 uur (UTC+2) | Kroatië                                                                                   | 5 – 2 | Slowakije                              | Stadion Concordije, Zagreb Toeschouwers: 15.000 Scheidsrechter: Alois Beranek (GER) |
| 28 september Vriendschappelijk № 6 «onderlinge duels» 16:00 uur (UTC+2) | Slavko Pavletić 5' Franjo Wölfl 28' Slavko Pavletić 34' Branko Pleše 46' Franjo Wölfl 55' |       | 66' Július Bešina 87' František Bolček | Stadion Concordije, Zagreb Toeschouwers: 15.000 Scheidsrechter: Alois Beranek (GER) |

|                                                                       |                                                       |       |                                       |                                                                                        |
| 12 oktober Vriendschappelijk № 7 «onderlinge duels» 15:45 uur (UTC+2) | Roemenië                                              | 3 – 2 | Slowakije                             | Stadionul ANEFS, Boekarest Toeschouwers: 15.000 Scheidsrechter: Generoso Dattilo (ITA) |
| 12 oktober Vriendschappelijk № 7 «onderlinge duels» 15:45 uur (UTC+2) | Kostas Houmis 29' Silviu Bindea 44' Silviu Bindea 50' |       | 15' Jozef Kuchár 58' František Bolček | Stadionul ANEFS, Boekarest Toeschouwers: 15.000 Scheidsrechter: Generoso Dattilo (ITA) |

|                                                                       |                                                                   |       |           |                                                                                        |
| 7 december Vriendschappelijk № 8 «onderlinge duels» 14:00 uur (UTC+2) | Duitsland                                                         | 4 – 0 | Slowakije | Hermann Göringstadion, Breslau Toeschouwers: 30.000 Scheidsrechter: Petre Kroner (ROU) |
| 7 december Vriendschappelijk № 8 «onderlinge duels» 14:00 uur (UTC+2) | Fritz Walter 6' Ludwig Durek 9' Edmund Conen 27' Edmund Conen 62' |       |           | Hermann Göringstadion, Breslau Toeschouwers: 30.000 Scheidsrechter: Petre Kroner (ROU) |

### 1942
|                                                                   |                  |       |                                                  |                                                                                 |
| 7 juni Vriendschappelijk № 9 «onderlinge duels» 18:00 uur (UTC+2) | Slowakije        | 1 – 2 | Kroatië                                          | Tehelné pole, Bratislava Toeschouwers: 15.000 Scheidsrechter: Karl Weimar (GER) |
| 7 juni Vriendschappelijk № 9 «onderlinge duels» 18:00 uur (UTC+2) | Štefan Fabián 8' |       | 7' Zvonimir Cimermančić 30' Zvonimir Cimermančić | Tehelné pole, Bratislava Toeschouwers: 15.000 Scheidsrechter: Karl Weimar (GER) |

|                                                                         |                      |       |          |                                                                                  |
| 23 augustus Vriendschappelijk № 10 «onderlinge duels» 18:00 uur (UTC+2) | Slowakije            | 1 – 0 | Roemenië | Tehelné pole, Bratislava Toeschouwers: 20.000 Scheidsrechter: Helmut Finck (GER) |
| 23 augustus Vriendschappelijk № 10 «onderlinge duels» 18:00 uur (UTC+2) | František Bolček 15' |       |          | Tehelné pole, Bratislava Toeschouwers: 20.000 Scheidsrechter: Helmut Finck (GER) |

|                                                       | |       |                    |                                                                                     |
| 6 september Vriendschappelijk № 11 «onderlinge duels» | Kroatië | 6 – 1 | Slowakije          | Stadion Concordije, Zagreb Toeschouwers: 9.000 Scheidsrechter: Todor Atanasov (BUL) |
| 6 september Vriendschappelijk № 11 «onderlinge duels» | Franjo Wölfl 32' August Lešnik 65' August Lešnik 76' Milan Antolković 83' Zvonimir Cimermančić 88' August Lešnik 90' |       | 81' Ján Podhradský | Stadion Concordije, Zagreb Toeschouwers: 9.000 Scheidsrechter: Todor Atanasov (BUL) |

|                                                                         |                                  |       |                                                                                                   |                                                                                   |
| 22 november Vriendschappelijk № 12 «onderlinge duels» 13:45 uur (UTC+1) | Slowakije                        | 2 – 5 | Duitsland                                                                                         | Tehelné pole, Bratislava Toeschouwers: 5.360 Scheidsrechter: Franjol Bazant (CRO) |
| 22 november Vriendschappelijk № 12 «onderlinge duels» 13:45 uur (UTC+1) | Jozef Luknár 49' Štefan Biró 59' |       | 1' August Klingler 44' August Klingler 46' August Klingler 62' Edmund Adamkiewicz 83' Karl Decker | Tehelné pole, Bratislava Toeschouwers: 5.360 Scheidsrechter: Franjol Bazant (CRO) |

### 1943
|                                                    |                      |       |           |                                                                                     |
| 10 april Vriendschappelijk № 13 «onderlinge duels» | Kroatië              | 1 – 0 | Slowakije | Stadion Concordije, Zagreb Toeschouwers: 5.360 Scheidsrechter: Todor Atanasov (BUL) |
| 10 april Vriendschappelijk № 13 «onderlinge duels» | Milan Antolković 65' |       |           | Stadion Concordije, Zagreb Toeschouwers: 5.360 Scheidsrechter: Todor Atanasov (BUL) |

|                                                                    |                    |       |                                                         |                                                                                        |
| 7 juni Vriendschappelijk № 14 «onderlinge duels» 18:00 uur (UTC+2) | Slowakije          | 1 – 3 | Kroatië                                                 | Hermann Göringstadion, Breslau Toeschouwers: 30.000 Scheidsrechter: Petre Kroner (ROM) |
| 7 juni Vriendschappelijk № 14 «onderlinge duels» 18:00 uur (UTC+2) | Miroslav Danko 35' |       | 2' Mirko Kokotović 82' Franjo Wölfl 86' Mirko Kokotović | Hermann Göringstadion, Breslau Toeschouwers: 30.000 Scheidsrechter: Petre Kroner (ROM) |

|                                                                     |                                   |       |                                        |                                                                                      |
| 13 juni Vriendschappelijk № 15 «onderlinge duels» 18:00 uur (UTC+2) | Roemenië                          | 2 – 2 | Slowakije                              | Giuleștistadion, Boekarest Toeschouwers: 15.000 Scheidsrechter: Todor Atanasov (BUL) |
| 13 juni Vriendschappelijk № 15 «onderlinge duels» 18:00 uur (UTC+2) | Marian Bazil 12' Iosif Kovacs 48' |       | 50' Jozef Balázsy 88' František Bolček | Giuleștistadion, Boekarest Toeschouwers: 15.000 Scheidsrechter: Todor Atanasov (BUL) |

### 1944
|                                                   | |       |                                                  |                                                                                         |
| 9 april Vriendschappelijk № 16 «onderlinge duels» | Kroatië | 7 – 3 | Slowakije                                        | Stadion Concordije, Zagreb Toeschouwers: 8.000 Scheidsrechter: Johann Brandweiner (GER) |
| 9 april Vriendschappelijk № 16 «onderlinge duels» | Franjo Wölfl 8' Franjo Wölfl 19' Anton Lokošek 27' Zvonimir Cimermančić 31' August Lešnik 37' August Lešnik 70' Franjo Wölfl 76' |       | 25' Ján Arpáš 47' (pen.) Ján Arpáš 88' Ján Arpáš | Stadion Concordije, Zagreb Toeschouwers: 8.000 Scheidsrechter: Johann Brandweiner (GER) |

SFZ · A-internationals · Bondscoaches · Statistieken · Slowaaks vrouwenelftal · Olympisch elftal · Slowakije U21 · Slowakije U20 · Slowakije U19 · Slowakije U18 · Slowakije U17 · Slowakije U16
1939 – 1944 · 1992 – 1999 · 2000 – 2009 · 2010 – 2019 · 2020 − 2029
EK's: 2016 · 2020 · 2024
WK's: 2010
OS: 2000
1939 · 1940 · 1941 · 1942 · 1943 · 1944 · 1945–1991 · 1992 · 1993 · 1994 · 1995 · 1996 · 1997 · 1998 · 1999 · 2000 · 2001 · 2002 · 2003 · 2004 · 2005 · 2006 · 2007 · 2008 · 2009 · 2010 · 2011 · 2012 · 2013 · 2014 · 2015 · 2016 · 2017 · 2018 · 2019 · 2020 · 2021
Algerije · 
Andorra · 
Argentinië ·
Armenië · 
Australië · 
Azerbeidzjan · 
België · 
Bolivia · 
Bosnië en Herzegovina · 
Brazilië · 
Bulgarije · 
Chili · 
Colombia · 
Costa Rica · 
Cyprus · 
Denemarken · 
Duitsland · 
Egypte · 
Engeland · 
Estland · 
Faeröer · 
 Finland · 
Frankrijk · 
Georgië · 
Gibraltar · 
Griekenland · 
Guatemala · 
Hongarije · 
Ierland · 
IJsland · 
Iran · 
Israël · 
Italië · 
Japan · 
Joegoslavië · 
Jordanië · 
Kameroen · 
Kazachstan ·
Koeweit ·
Kroatië · 
Letland · 
Libanon ·
Liechtenstein · 
Litouwen ·
Luxemburg · 
Malta · 
Marokko · 
Mexico ·
Moldavië · 
Montenegro ·
Nederland · 
Nieuw-Zeeland · 
Noord-Ierland ·
Noord-Macedonië ·
Noorwegen ·
Oeganda · 
Oekraïne · 
Oezbekistan · 
Oostenrijk · 
Paraguay · 
Peru · 
Polen · 
Portugal · 
Roemenië · 
Rusland · 
San Marino · 
Saoedi-Arabië · 
Schotland · 
Servië en Montenegro ·
Slovenië · 
Spanje · 
Thailand · 
Tsjechië · 
Turkije · 
Verenigde Arabische Emiraten · 
Verenigde Staten · 
Wales · 
Wit-Rusland · 
Zuid-Korea · 
Zweden · 
Zwitserland
Engeland (2016) ·
Nieuw-Zeeland (2010) · 
Polen (2021) · 
Rusland (2016) · 
Spanje (2021) · 
Wales (2016) · 
Zweden (2021)
Albanië · België · Bulgarije · Denemarken · Duitsland · Engeland · Estland · Finland · Frankrijk · Griekenland · Hongarije · Ierland · IJsland · Israël · Italië · Joegoslavië · Kroatië · Letland · Litouwen · Luxemburg · Nederland · Noord-Ierland · Noorwegen · Oostenrijk · Polen · Portugal · Roemenië · Schotland · Slowakije · Spanje · Tsjecho-Slowakije · Turkije · Wales · Zweden · Zwitserland